# Johann David Büchling
Johann David Büchling (* 6. April 1762 in Halle (Saale); † 27. August 1811 ebenda) war ein deutscher Altphilologe.

## Leben
Johann David Büchling war der Sohn des Kaufmanns und Kirchenvorstehers an St. Ulrich in Halle, Philipp Christian Büchling, und dessen Frau Friederike Charlotte, geb. Nößelt. Die Familie wohnte ab 1771 im Haus Große Märkerstraße 25. Nach dem Schulbesuch studierte er Altphilologie und schloss das Studium mit der Promotion ab. Am 1. Januar 1788 wurde er Lehrer an der Latina in Halle, gab jedoch bereits nach zwei Monaten die Stelle auf und lebte danach als Privatgelehrter in Halle. Dort starb er am 27. August 1811.
Seine Schwester war Johanna Christiane Louise (1774–1851), die den Mediziner und Botaniker Johann Bergener (1769–1813) heiratete. Sie war Lazarettleiterin, Mitbegründerin des halleschen Frauenvereins und Armenfürsorgerin.

## Schriften
- Palaephatus: Palaiphatu Peri ton apiston (Paläphatus von den unglaublichen Begebenheiten) mit einem griechisch deutschen Wortregister vermehrt von Johann David Büchling, Halle: Hendel 1788
- Aesopus: Mythoi (Aesopi Fabeln). Mit erklärenden Anmerkungen und einem griechisch-deutschen Wortregister für Schulen hrsg. von J. D. Büchling, Halle: Hendel 1790
- Kritische Uebersicht der Litteratur der Schulwissenschaften des Jahres 1790
- Handbuch der vaterländischen Geschichte. Zum Schulgebrauch und Selbstunterricht: Erster Theil, Zweyter Theil, Halle: Johann Christian Hendel, 1793
- Cicero, M. T.: Catilinarische Reden. Übersetzt und mit historischer Einleitungen und erklärenden Anmerkungen begleitet von Johann David Büchling, Stendal: Franzen & Grosse 1794
- Eutropius: Auszug aus der römischen Geschichte. Übersetzt und berichtigt von Johann David Büchling, Leipzig: Schwickert, 1794
- J. M. Gesner: Griechische Chrestomathie. Übersetzt und erläutert von J. D. Büchling. Leipzig: Schwickert 1795
- Cebes: Gemälde. Mit erklärenden Anmerkungen und einem vollständigen Wortregister. Für Schulen bearbeitet von J. D. Büchling. Meißen: Erbstein 1796
- Lucianus: Timon oder der Menschenfeind. Ein Dialog. Mit erläuternden Anmerkungen, einem vollständigen Wortregister und einer Abhandlung über Lucians Lebensumstände, Schriften... Zum Gebrauch für Schulen und Gymnasien von J. D. Büchling. Leipzig: Schwickert 1796
- Phaedrus: Aesopische Fabeln. Übersetzt und mit erläuternden Anmerkungen begleitet von J. D. Büchling. Halle: Hendel 1796.
- Cicero, M. T.: Paradoxa ad M. Brutum. Mit historischen und philosophischen Einleitungen und erläuternden Anmerkungen für die obern Klassen der Schulen und Gymnasien. Bearbeitet von J. D. Büchling. Berlin/Stralsund: Lange 1797
- Cicero, M. T.: Laelius sive De amicitia dialogus ad T. Pomponium Atticum. Mit erklärenden Anmerkungen für Schulen und Gymnasien bearbeitet von Johann David Büchling. Leipzig: Schwickert, 1797
- Marcus Tullius Cicero's Tusculanische Untersuchungen. Übersetzt und mit erklärenden Anmerkungen begleitet von Johann David Büchling, Halle: Hendel 1799
- Katechisationen über biblische Stellen in Beispielen erläutert. Halle: Hendel 1800
- Xenophon, Reden und Taten des Sokrates, mit Anmerkungen herausgegeben von Johann David Büchling, Leipzig: Schwickert, 1802
- Erklärende Anmerkungen zu Anakreons Liedern, nebst den vorzüglichsten Nachahmungen und Übersetzungen derselben, von Johann David Büchling, Leipzig: Schwickert, 1803
- Plato's Phaedon oder von der Unsterblichkeit der Seele. Mit den vorzüglichsten Erläuterungen der berühmtesten Ausleger, herausgegeben von J. D. Büchling. Halle: Hendel 1804
- Erklärende und grammatische Anmerkungen zum Cornelius Nepos. Zum Schulgebrauch und Selbstunterricht. Leipzig: Schwickert 1804